# These Boots Are Made for Walkin' (Jessica Simpson)
«These Boots Are Made for Walkin» —en español: «Estas botas están hechas para caminar»— es una versión interpretada por la cantante estadounidense Jessica Simpson, para la banda sonora de la película The Dukes of Hazzard e incluida originalmente en su quinto álbum de estudio, A Public Affair (2006). La canción original que popularizó a Nancy Sinatra fue compuesta por Lee Hazlewood, con letra adicional de Simpson, y producida por Jimmy Jam y Terry Lewis. La letra de la canción tiene como referencia el maltrato del hombre hacia la mujer. Lanzado en a nivel mundial por Sony BMG Music Entertainment, durante mediados del 2005. 
Tras su lanzamiento, los críticos le dieron una buena recepción. La mayoría alabó su producción y la nueva letra de la canción. 
Se convirtió en el quinto top 20 del Billboard de Jessica Simpson. El sencillo tuvo un gran éxito; "These Boots Are Made for Walkin'" llegó al n.º 2 en Irlanda, su posición más alta hasta el momento dentro de ese país. La canción también alcanzó el Top 5 en el Reino Unido, donde alcanzó el número cuatro y es hasta la fecha, su pico más alto solo en ese territorio. Alcanzó el top 10 en el European Hot 100, Filipinas y Nueva Zelanda; y Top 20 en Austria, Suiza y Alemania.
Según la revista estadounidense Rolling Stone esta versión es la novena mejor realizada de todos los tiempos.

## Contenido

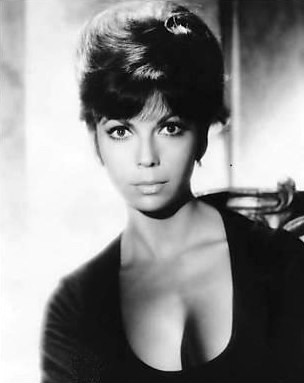
Nancy Sinatra en los años 60.

### «These Boots Are Made for Walkin'» de Nancy Sinatra
«These Boots Are Made for Walkin'» es una canción clásica del pop de la década de 1960. Fue compuesta por Lee Hazlewood expresamente para la hija de Frank Sinatra, Nancy Sinatra. Fue lanzado en febrero de 1966 y alcanzó el n.º 1 en los Estados Unidos y el Reino Unido. 
La canción fue hecha con la ayuda de notables músicos de sesión de Los Ángeles conocida como The Wrecking Crew (La Brigada de Demolición). Esta sesión incluye Hal Blaine en la batería, Casey Al, Tommy Tedesco, y Billy Strange en las guitarras, Mitchell Ollie, Caton Roy y Lew McCreary en cuernos, Carol Kaye en el bajo eléctrico, y Berghofer Chuck en el contrabajo,.
La letra de «These Boots Are Made for Walkin'» está escrita en idioma inglés y en primera persona, construida en el formato verso-estribillo. La letra de la canción tiene como referencia el maltrato del hombre hacia la mujer. A diferencia de la canción original, la versión de Jessica Simpson incluyó la línea introductoria. Del género country pop con un toque dance-pop construida principalmente sobre la base de una melodía de bajo con el respaldo de un abundante uso de sintetizadores.

## Producción
La versión de Jessica Simpson se adapta al punto de vista de su personaje en la película Los Dukes de Hazzard, Daisy Duke, por lo que el mensaje de la canción tiene grandes diferencias con respecto a la versión original cantada por Nancy Sinatra. La letra se cambió casi por completo porque Simpson consideró que no se transmitían con exactitud los sentimientos necesarios para la película. En la letra original Nancy Sinatra hablaba de un novio tramposo y de su venganza sobre él («estas botas se hicieron para caminar... y voy a caminar sobre ti»), mientras que en la nueva versión de Jessica Simpson como el personaje de Daisy Duke, la letra habla de explorar la personalidad y de experiencias. Ella reescribió la mayoría de los versos, a pesar de que algunos elementos se mantienen, como las frases "You keep saying you got something for me..." y cuando pregunta: "Are you ready, boots? Start walkin'".
Simpson también ha añadido alguna nueva música para su versión de la canción. Considerando que la versión original no tenía un bridge, ella creó para la portada. Un desglose rap-like/spoken subidas de tono fue añadido después del bridge. Debido a las legalidades de la composición de la canción, Simpson no ha sido reconocida por la nueva música o letras de la canción que escribió. La producción de la canción fue alterado también. Los productores Jimmy Jam and Terry Lewis dieron la cubierta de un country inspirado en la producción debido a su relación con la película The Dukes of Hazzard, pero también añade un ritmo hip-hop más famoso. "These Boots Are Made for Walkin'" es la segunda canción del dúo de producción para contener los elementos de la música country, después de "Janet Jackson Someone to Call My Lover". 
En una entrevista con el actual GAC Nights, Jessica dijo que su discográfica no quería promocionar la canción porque lo sentían country, a pesar de que la canción es más pop que country. Ella dijo que también le dijo a su discográfica: "Es una gran canción y Willie Nelson está conmigo" y dijo que la discográfica le dijo que la radio pop no entiende esa importancia.

## Video musical

### Rodaje
Su video musical fue dirigido por Brett Ratner, quien trabajó por primera vez con Jessica Simpson. Ha trabajado con estrellas de la talla de Mariah Carey, Madonna y Miley Cyrus, además fue el director la película Red Dragon (El dragón rojo) de la saga de Hannibal Lecter.
El clip musical causó cierta controversia debido a sus imágenes sexuales. La promoción de la canción fue bien publicitada, porque Jessica Simpson admitió ante el público y los medios de comunicación que ella iba a South Beach para mejorar su tono físico y mostrarlo en el vídeo. Debido a sus insinuaciones sexuales, el videoclip está prohibido en India, todo Oriente Medio y en el norte de África excepto Argelia, Israel, Irak, Líbano y Turquía. En Malasia, se emitió en ocasiones con algunas de las escenas eliminadas.

### Trama
En el video Jessica Simpson es una camarera de bar, que flirtea con los clientes y baila de pie sobre la barra. Después de que un cliente le da palmetazos en las nalgas, Simpson le golpea y el hombre al caer causa una pelea entre los clientes que destrozan el bar. Mientras, Simpson canta la canción con la ayuda de Willie Nelson que toca la guitarra, y varias bailarinas se unen a ella durante la canción. Después de recuperarse de sus lesiones, los hombres que peleaban se unen Simpson y las bailarinas en un cuadro de danza. Al final del video se aparece Jessica Simpson con un bikini de color rosa, lavando el vehículo General Lee. El vídeo musical también cuenta con Jessica Simpson haciendo la danza del vientre. El video fue parodiado con el título de La película de los Dukes no es digna de verse en el canal MADtv, con Nicole Parker imitando a Jessica Simpson.

### Estreno y recibimiento
El estreno del video musical fue realizado por el programa de televisión, Making the Video de MTV, siendo su tercer video en estrenarse en este espacio televisivo. El video musical fue ampliamente emitido en programas como Much on Demand, de la cadena MuchMusic, y Total Request Live, de MTV, los cuales representaban, para el año 2005, las principales plataformas de reproducción de videos musicales.  El video se posicionó en el nº44 en la cuenta regresiva de MTV Latinoamérica en Los 10 + pedidos.

## Recepción

### Estados Unidos
La versión de «These Boots Are Made for Walkin'» de Jessica Simpson debutó la semana del 16 de julio de 2005 en la posición número 33 del Billboard Hot 100, en la que marcó el mejor debut de la semana. Luego la siguiente semana, la semana del 23 de julio de 2004, "These Boots Are Made for Walkin'" se posicionó número 14 en el Hot 100, donde se convirtió en el tercer sencillo top 15 de Jessica Simpson, y en el primero de ellos después de "Irresistible", el cual alcanzó la misma posición en el año 2001.
Su éxito radial fue complementado con un éxito comercial basado en las antiguas y nuevas tendencias de la industria musical mundial, tras el fuerte ingreso del mercado de las descargas digitales, las cuales —hasta finales de 2005— no eran contabilizadas en el Billboard Hot 100.
Por primera y única vez en su carrera, un sencillo de Jessica Simpson fue certificado dos veces de Oro por la RIAA, luego de que "Toxic" vendiera 500.000 copias materiales y 500.000 descargas digitales, totalizando la sumatoria de 1.000.000 de copias certificadas.

### Europa y Oceanía
A nivel internacional, fue un éxito, alcanzando el Top 5 en varios países europeos. Se convirtió en su mayor éxito en Australia, donde alcanzó el número dos y permaneció en las cuarenta primeras posiciones durante veinticuatro semanas. Llegó a los diez primeros en la tabla European Hot 100, Nueva Zelanda y los veinte primeros en Austria.
"These Boots Are Made for Walkin'" tuvo un gran éxito en Europa. ingresó al de las listas musicales de canciones de Irlanda, Bélgica y el Reino Unido; y se posicionó al top 20 de las de Alemania, Suiza. 
En Europa "These Boots Are Made for Walkin'" registró ventas de 469.000 copias certificadas en cuatro países del continente, con las cuales se convirtió en el sencillo de mayor éxito comercial de Jessica Simspon en esta región después de "Irresistible". 
En el Reino Unido, el principal mercado musical europeo de habla inglesa, 69.500 de las 469.000 copias.

## Versiones alternativas y remixes
1. Album Version / Version Original—3:58. Esta versión apareció en el soundtrack y fue usado para el video.
2. Single Version / Original Radio Edit—3:35. Esta es la versión incluida en el sencillo con el regrabado de las voces y contiene influencias más pop que la versión original.
3. Radio Edit—3:28. Esta es la corta-version editada del sencillo version, y fue lanzado a las estaciones de radio, sólo para uso promocional.
4. Instrumental—3:38. Disponible solo en el12'' Vinilo Single.
5. These Boots Are Made For Walkin' [Scott Storch Mix] - 4:09
6. These Boots Are Made For Walkin' [E-Smoove Vocal Mix] - 6:59
7. These Boots Are Made For Walkin' [Bimbo Jones Remix Vocal]
8. These Boots Are Made For Walkin' [Bimbo Jones Radio Edit] - 3:14
9. These Boots Are Made For Walkin' [Bimbo Jones Club Mix] - 6:02
10. These Boots Are Made For Walkin' [Bimbo Jones Dub] - 6:03
11. These Boots Are Made For Walkin' [Ed n' Richie Club Mix] - 5:16
12. These Boots Are Made For Walkin' [Gomi & Escape's Club Mix]
13. These Boots Are Made For Walkin' [Gomi & Escape Mix] - 9:03
14. These Boots Are Made For Walkin' [Gomi & Escape's Dub]
15. These Boots Are Made For Walkin' [Joe Bermúdez Club Mix] (Unreleased)
16. These Boots [Megadeth, Killing Is My Business... 1985]
17. One Of These Days' [Operation Ivy, Unity, 1989]

## Créditos
- Voz principal por Jessica Simpson.
- Escrita por Jessica Simpson y Lee Hazlewood.
- Producida por Jimmy Jam y Terry Lewis.

## Posicionamiento en listas y certificaciones
| Lista (2005)                                | Mejor posición |
| ------------------------------------------- | -------------- |
| Alemania (German Singles Chart)             | 17             |
| Australia (ARIA)                            | 2              |
| Austria (Ö3 Austria Top 40)                 | 12             |
| Bélgica (Valonia) (Ultratip Bubbling Under) | 14             |
| Bélgica (Flandes) (Ultratip Bubbling Under) | 10             |
| Canadá (Canadian Singles Chart)             | 29             |
| Estados Unidos (Billboard Hot 100)          | 14             |
| Estados Unidos (Pop 100)                    | 12             |
| Estados Unidos (Hot Dance Music/Club Play)  | 35             |
| Estados Unidos (Top 40 Mainstream)          | 34             |
| Estados Unidos (Digital Songs)              | 1              |
| Europa (European Hot 100 Singles)           | 7              |
| Irlanda (Irish Singles Chart)               | 2              |
| México (Mexican Top Singles)                | 20             |
| Nueva Zelanda (Recorded Music NZ)           | 10             |
| Países Bajos (Dutch Top 40)                 | 35             |
| Reino Unido (UK Singles Chart)              | 4              |
| Rumania (Romanian Top 100)                  | 81             |
| Suiza (Schweizer Hitparade)                 | 16             |
| Venezuela (Venezuela Top Anglo)             | 5              |

| País                         | Posición |
| ---------------------------- | -------- |
| Australia ARIA Charts (2005) | 16       |
| Australia ARIA Charts (2006) | 85       |
| German Singles Chart         | 131      |
| Ireland Singles Chart        | 19       |
| UK Singles Chart             | 78       |
| U.S Hot Digital Songs        | 60       |
| U.S Pop 100                  | 99       |

| País           | Certificación                 | Ventas    | Ref.   |
| -------------- | ----------------------------- | --------- | ------ |
| Australia      | Platino                       | 70 000    | [ 27 ] |
| Nueva Zelanda  | Oro                           | 7 500     | [ 28 ] |
| Estados Unidos | - Oro (Columbia) - Oro (Epic) | 1 000 000 | [ 29 ] |

| País           | Proveedor | Fecha | Certificación | Nivel | Simbolización | Ventas certificadas | Tipo   |
| -------------- | --------- | ----- | ------------- | ----- | ------------- | ------------------- | ------ |
| América        |           |       |               |       |               |                     |        |
| Estados Unidos | RIAA      | 2005  | Oro           | 1     | ●             | 1 000 000           | Single |
| Oceanía        |           |       |               |       |               |                     |        |
| Australia      | ARIA      | 2005  | Platino       | 1     | ▲             | 70 000              | Single |
| Nueva Zelanda  | RIANZ     | 2005  | Oro           | 1     | ●             | 7 500               | Single |

### Sucesión en listas
| Predecesor: Hollaback Girl de Gwen Stefani | Billboard Digital Songs 23 de julio de 2005 - 30 de julio de 2005 | Sucesor: Pon de Replay de Rihanna |